# Onosma nangqenense
Onosma nangqenense är en strävbladig växtart som beskrevs av Y. L. Liu. Onosma nangqenense ingår i släktet Onosma och familjen strävbladiga växter. Inga underarter finns listade i Catalogue of Life.